# Liste der Stolpersteine in Almelo

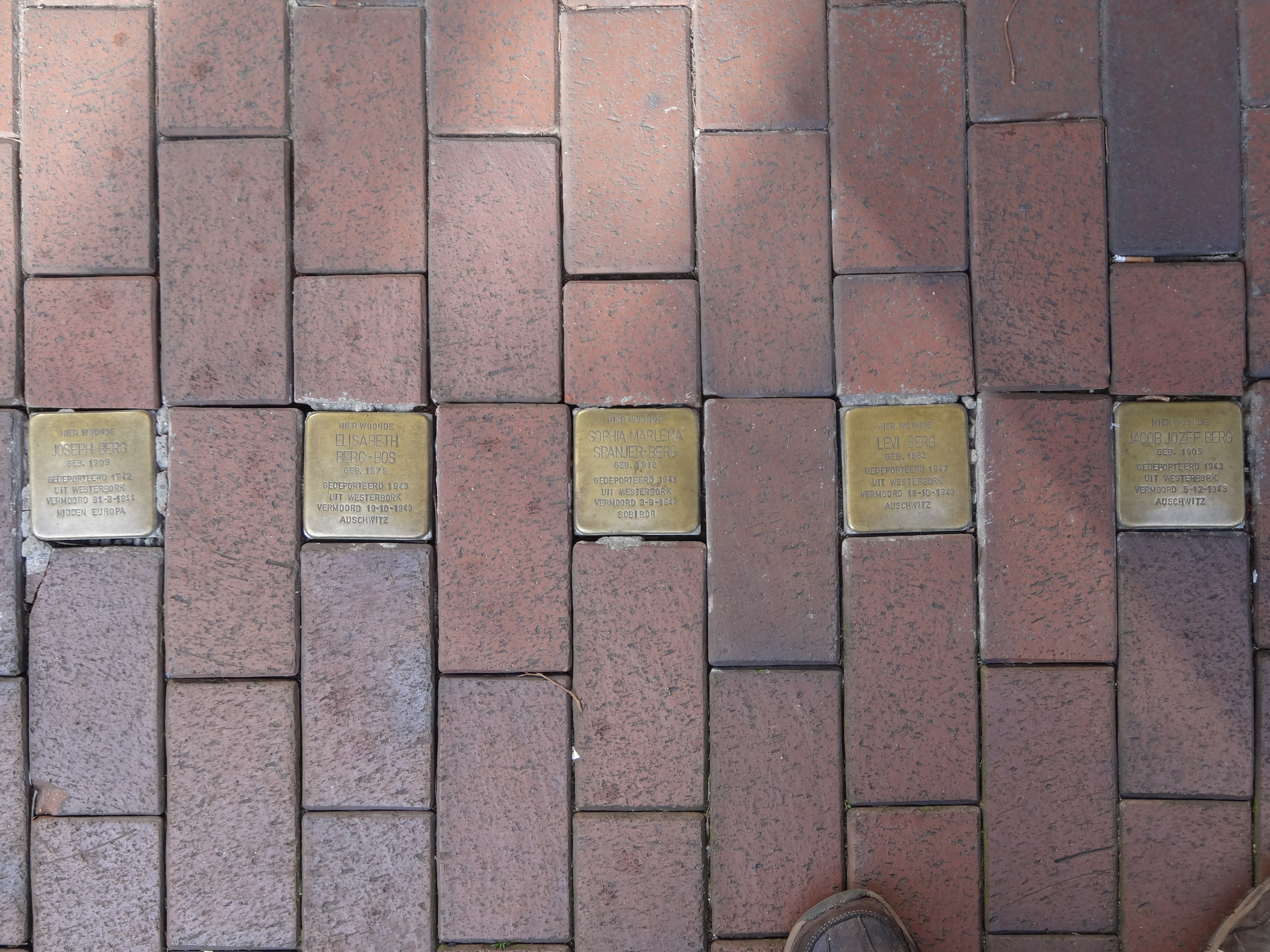
Stolpersteine vor dem Haus Grotestraat 5

Die Liste der Stolpersteine in Almelo enthält Stolpersteine, die im Rahmen des gleichnamigen Projekts von Gunter Demnig in der niederländischen Stadt Almelo in der Provinz Overijssel verlegt wurden. Mit ihnen soll an Opfer des Nationalsozialismus erinnert werden, die in Almelo lebten und wirkten.
Die ersten zwei Stolpersteine in Almelo wurden am 2. Mai 2009 verlegt.

## Verlegte Stolpersteine
In Almelo sollen 163 Stolpersteine verlegt worden sein, davon hier enthalten 125.
| Stolperstein                                   | Übersetzung | Standort                                | Name, Leben |
| ---------------------------------------------- | --- | --------------------------------------- | --- |
|                                                | HIER WOHNTE MAURITS ABAS JG. 1909 ERMORDET 5.5.1945 MITTELEUROPA                                                 | Bavinkstraat 14C ·                      | Maurits Abas (1909–1945) |
|                                                | HIER WOHNTE NATAN MELVIN ABAS JG. 1943 DEPORTIERT 1944 ERMORDET 28.1.1944 AUSCHWITZ                              | Bavinkstraat 14C ·                      | Nathan Melvin Abas (1943–1944) |
|                                                | HIER WOHNTE JULIE ABAS-AANDACHT JG. 1909 ERMORDET 28.1.1944 AUSCHWITZ                                            | Bavinkstraat 14C ·                      | Julie Abas-Aandacht (1909–1944) |
|                                                | HIER WOHNTE HIRSCH ADLER JG. 1875 DEPORTIERT 1942 AUS WESTERBORK ERMORDET 19.10.1942 AUSCHWITZ                   | Boompjes 14 ·                           | Hirsch Adler (1875–1942) |
|                                                | HIER WOHNTE HERMANN TER BEEK JG. 1896 VERHAFTET 14.9.1941 ERMORDET 6.10.1941 MAUTHAUSEN                          | Bornerbroeksestraat 75                  | Herman ter Beek (1896–1941) |
|                                                | HIER WOHNTE LEONARD MAURITS DE BEER JG. 1920 VERHAFTET 14.9.1941 ERMORDET 6.10.1941 MAUTHAUSEN                   | Sluiskade ZZ 43 ·                       | Leonard Maurits de Beer (1920–1941) |
| Stolperstein für Jacob Jozef Berg              | HIER WOHNTE JACOB JOZEF BERG JG. 1905 DEPORTIERT 1943 AUS WESTERBORK ERMORDET 5.12.1943 AUSCHWITZ                | Grotestraat 5 ·                         | Jacob Jozef Berg (1905–1943) |
| Stolperstein für Joseph Berg                   | HIER WOHNTE JOSEPH BERG JG. 1909 DEPORTIERT 1942 AUS WESTERBORK ERMORDET 31.3.1944 MITTELEUROPA                  | Grotestraat 5 ·                         | Joseph Berg (1909–1944) |
| Stolperstein für Levi Berg                     | HIER WOHNTE LEVI BERG JG. 1882 DEPORTIERT 1943 AUS WESTERBORK ERMORDET 19.10.1943 AUSCHWITZ                      | Grotestraat 5 ·                         | Levi Berg (1882–1943) |
| Stolperstein für Elisabeth Berg-Bos            | HIER WOHNTE ELISABETH BERG-BOS JG. 1875 DEPORTIERT 1943 AUS WESTERBORK ERMORDET 19.10.1943 AUSCHWITZ             | Grotestraat 5 ·                         | Elisabeth Berg-Bos (1875–1943) |
| Stolperstein für Levi Berg                     | HIER WOHNTE JOSEPH BOS JG. 1891 DEPORTIERT 1943 AUS WESTERBORK ERMORDET 2.7.1943 SOBIBOR                         | Ootmarsumsestraat 30 ·                  | Joseph Bos (1891–1943) |
| Stolperstein für Levi Berg                     | HIER WOHNTE KAATJE BOS JG. 1922 DEPORTIERT 1942 AUS WESTERBORK ERMORDET 8.10.1942 AUSCHWITZ                      | Ootmarsumsestraat 30 ·                  | Kaatje Bos (1922–1942) |
|                                                | HIER WOHNTE ISRAEL DE BRUIN JG. 1878 DEPORTIERT 1943 AUS WESTERBORK ERMORDET 28.5.1943 SOBIBOR                   | Ootmarsumsestraat 144 ·                 | Israel de Bruin (1878–1943) |
|                                                | HIER WOHNTE MARCIEN DE BRUIN-ZUIDEMA JG. 1877 DEPORTIERT 1943 AUS WESTERBORK ERMORDET 28.5.1943 SOBIBOR          | Ootmarsumsestraat 144 ·                 | Marcien de Bruin-Zuidema (1877–1943) |
|                                                | HIER WOHNTE ARNOLDUS BULD JG. 1904 ERMORDET 3.12.1942 NEUENGAMME                                                 | Rohofstraat 64 (vormals Linsestraat 33) | Arnoldus Buld (1904–1942) |
|                                                | | Ootmarsumsestraat 105 ·                 | Fritz Alfred Camnitzer |
|                                                | | Ootmarsumsestraat 105 ·                 | Lilian Maud Camnitzer |
|                                                | | Ootmarsumsestraat 105 ·                 | Margarete Lore Camnitzer-Schüler |
|                                                | | Molenstraat 16 ·                        | Joel van Coevorden |
|                                                | | Molenstraat 16 ·                        | Johanna van Coevorden |
|                                                | | Molenstraat 16 ·                        | Johanna van Coevorden-Salomons |
|                                                | HIER WOHNTE HENRIETTE COHEN JG. 1888 DEPORTIERT 1942 ERMORDET 27.11.1942 AUSCHWITZ                               | Rozenstraat 80 ·                        | Henriette Cohen (1888–1942) |
|                                                | HIER WOHNTE BETJE COHEN- BROGHOLTER JG. 1862 DEPORTIERT 1942 AUS WESTERBORK ERMORDET 27.11.1942 AUSCHWITZ        | Boompjes 14 ·                           | Betje Cohen-Brogholter (1862–1942) |
|                                                | HIER WOHNTE ANNA CONTENT-MEIJLER JG. 1887 DEPORTIERT 1943 AUS APELDOORNSCHE BOSCH ERMORDET 25.1.1943 AUSCHWITZ   | Parkweg 35 ·                            | Anna Content-Meijler (1887–1943) Het Apeldoornsche Bosch war eine psychiatrische Klinik für jüdische Patienten in Apeldoorn, die von 1909 bis 1943 bestand. |
|                                                | HIER WOHNTE SALOMON GERSON MEIJLER JG. 1885 DEPORTIERT 1942 AUS WESTERBORK ERMORDET 22.10.1942 AUSCHWITZ         | Parkweg 35 ·                            | Salomon Gerson Meijler |
|                                                | | Molenkampspark 11                       | Bernard Frankenhuis |
|                                                | | Rohofstraat 25 ·                        | Eduard Frankenhuis |
|                                                | | Molenkampspark 11                       | Herman Frankenhuis |
|                                                | | Rohofstraat 25 ·                        | Leentje Frankenhuis |
|                                                | HIER WOHNTE LEVIE FRANKENHUIS JG. 1899 DEPORTIERT 1942 ERMORDET 28.2.1943 AUSCHWITZ                              | Wierdensestraat 160                     | Levie Frankenhuis |
|                                                | | Rohofstraat 25 ·                        | Salomon Frankenhuis |
|                                                | | Molenkampspark 11                       | Salomon Frankenhuis 1930 |
|                                                | | Molenkampspark 11                       | Henriette Frankenhuis-Kats |
|                                                | | Rohofstraat 25 ·                        | Fenna Frankenhuis |
|                                                | | Bornsestraat 35 ·                       | Hartog van Gelder |
|                                                | | Bornsestraat 35 ·                       | Hendrina van Gelder-Pagrach |
|                                                | | Bornsestraat 35 ·                       | Jacob van Gelder |
|                                                | | Bornsestraat 35 ·                       | Johanna van Gelder |
|                                                | | Bornsestraat 35 ·                       | Sonja van Gelder |
|                                                | | Bornsestraat 35 ·                       | Sophia van Gelder |
|                                                | | Bornsestraat 37 ·                       | David Hartog Samuel van Gelder |
|                                                | | Bornsestraat 37 ·                       | Louis van Gelder |
|                                                | | Bornsestraat 37 ·                       | Sophia van Gelder-Polak |
|                                                | HIER WOHNTE GERRIT JAN DE GEUS JG. 1902 VERHAFTET 28.1.1942 ERMORDET 13.7.1942 DACHAU                            | Grotestraat 114a                        | Gerrit Jan de Geus |
|                                                | HIER WOHNTE JAN H.C. GEWIN JG. 1923 ERMORDET 10.1.1945 NEUENGAMME                                                | Wierdensestraat 7                       | Jan H.C. Gewin |
|                                                | HIER WOHNTE FREDERIK GOMBERT JG. 1889 VERHAFTET 17.6.1944 ERMORDET FEB. 1945 BERGEN-BELSEN                       | Grotestraat 95                          | Frederik Gombert |
|                                                | | Rozenstraat 80 ·                        | Benjamin Gottschalk |
|                                                | | Bornsestraat 10 ·                       | Bernard Gottschalk |
|                                                | | Bornsestraat 10 ·                       | Jonas Gottschalk |
|                                                | | Bornsestraat 10 ·                       | Matta Gottschalk-Cauveren |
|                                                | | Rozenstraat 95 ·                        | Karel Haas |
|                                                | | Rozenstraat 95 ·                        | Maurits Isedoor Haas |
|                                                | | Rozenstraat 95 ·                        | Sophia Haas-Simons |
|                                                | HIER WOHNTE WIJBE HANKEL JG. 1891 ERMORDET 1.8.1944 DACHAU                                                       | Olmstraat 4                             | Wijbe Hankel |
|                                                | HIER WOHNTE ALBERTUS J. HERMELINK JG. 1917 VERHAFTET 17.3.1942 ERMORDET 11.9.1944 DACHAU                         | Grotestraat 157                         | Albertus J. Hermelink |
|                                                | HIER WOHNTE JAKOB JACOBS GEB. 1864 DEPORTIERT 1942 ERMORDET 21.9.1942 AUSCHWITZ                                  | Sluiskade ZZ 51 ·                       | Jacob Jacobs (1864–1942) |
|                                                | HIER WOHNTE MINA JACOBS GEB. 1927 DEPORTIERT 1942 ERMORDET 21.9.1942 AUSCHWITZ                                   | Sluiskade ZZ 51 ·                       | Mina Jacobs (1927–1942) |
|                                                | HIER WOHNTE VERONICA JACOBS GEB. 1924 DEPORTIERT 1942 ERMORDET 21.9.1942 AUSCHWITZ                               | Sluiskade ZZ 51 ·                       | Veronica Jacobs (1924–1942) |
|                                                | HIER WOHNTE EVA JACOBS-MENKO GEB. 1895 DEPORTIERT 1942 ERMORDET 21.9.1942 AUSCHWITZ                              | Sluiskade ZZ 51 ·                       | Eva Jacobs-Menko (1895–1942) |
|                                                | HIER WOHNTE ABRAHAM KEIJZER GEB. 1877 DEPORTIERT 1942 ERMORDET 27.11.1942 AUSCHWITZ                              | Wierdensestraat 53                      | Abraham Keijzer (1877–1942) |
|                                                | HIER WOHNTE DAVID KEIJZER GEB. 1908 DEPORTIERT 1942 ERMORDET 30.4.1943 AUSCHWITZ                                 | Wierdensestraat 113                     | David Keijzer (1908–1943) |
|                                                | HIER WOHNTE LOUISE KEIJZER-MENKO GEB. 1907 DEPORTIERT 1942 ERMORDET 19.2.1943 AUSCHWITZ                          | Wierdensestraat 113                     | Louise Keijzer-Menko (1907–1943) |
|                                                | HIER WOHNTE REBEKKA KEIJZER-SCHAAP GEB. 1875 DEPORTIERT 1942 ERMORDET 27.11.1942 AUSCHWITZ                       | Wierdensestraat 53                      | Rebekka Keijzer-Schaap (1875–1942) |
|                                                | HIER WOHNTE AUKE KOOTSTRA JG. 1900 ERMORDET 29.11.1942 DACHAU                                                    | Lindestraat 41                          | Auke Kootstra (1900–1942) |
|                                                | | Doelenstraat 35 ·                       | Amalia van Leeuwen-Eichenwald |
|                                                | | Doelenstraat 35 ·                       | Heiman van Leeuwen |
|                                                | | Doelenstraat 35 ·                       | Simon van Leeuwen |
|                                                | | Willem de Clercqstraat 33 ·             | David Herman Lindeman |
|                                                | | Willem de Clercqstraat 33 ·             | Alida Lindeman-Frank |
|                                                | | Willem de Clercqstraat 33 ·             | Frank Lindeman |
|                                                | HIER WOHNTE HENRIETTE LINDEMAN-BOS JG. 1879 DEPORTIERT 1942 ERMORDET 12.10.1942 AUSCHWITZ                        | Adastraat 39 ·                          | Henriëtte Lindeman-Bos |
|                                                | HIER WOHNTE IZAAK LINDEMAN JG. 1883 DEPORTIERT 1942 ERMORDET 12.10.1942 AUSCHWITZ                                | Adastraat 39                            | Izaak Lindeman |
|                                                | HIER WOHNTE MERLENA LINDEMAN-BOS JG. 1868 DEPORTIERT 1943 ERMORDET 16.4.1943 SOBIBOR                             | Adastraat 39                            | Merlena Lindeman–Bos |
|                                                | HIER WOHNTE REBEKKA ZWARTS-LINDEMAN JG. 1919 DEPORTIERT 1942 ERMORDET 12.10.1942 AUSCHWITZ                       | Adastraat 39                            | Rebekka Zwarts–Lindeman |
|                                                | HIER WOHNTE JAN MEESTERS JG. 1911 VERHAFTET 26.2.1942 ERMORDET 15.10.1943 NEUENGAMME                             | Ambtstraat 95                           | Jan Meesters |
| Stolperstein für Joseph Meijers                | HIER WOHNTE JOSEPH MEIJERS JG. 1890 DEPORTIERT 1943 AUS WESTERBORK AUSCHWITZ ERMORDET 22.10.1943                 | Ootmarsumsestraat 69 ·                  | Joseph Meijers |
| Stolperstein für Rosalie Meijers Caffé         | HIER WOHNTE ROSALIE MEIJERS CAFFÉ JG. 1894 DEPORTIERT 1943 AUS WESTERBORK AUSCHWITZ ERMORDET 22.10.1943          | Ootmarsumsestraat 69 ·                  | Rosalie Meijers Caffé |
| Stolperstein für David Lion Mendels            | HIER WOHNTE DAVID LION MENDELS JG. 1909 DEPORTIERT 1942 AUS WESTERBORK ERMORDET 31.3.1944 MITTELEUROPA           | Oranjestraat 6 ·                        | David Lion Mendels |
|                                                | HIER WOHNTE ESTELLA ROSETTA MENCO JG. 1927 FÜSILIERT 7.10.1944 ENSCHEDE                                          | Grotestraat 156 ·                       | Estella Rosetta Menco (1927–1944) |
|                                                | HIER WOHNTE JACOB MEULEMAN GEB. 1900 ERMORDET 6.7.1943 SOBIBOR                                                   | Grotestraat 170                         | Jakob Meuleman |
|                                                | HIER WOHNTE ROSA MEULEMAN GEB. 1927 ERMORDET 11.3.1943 SOBIBOR                                                   | Grotestraat 170                         | Rosa Meuleman |
|                                                | HIER WOHNTE SIENTJE MEULEMAN GEB. 1932 ERMORDET 11.3.1943 SOBIBOR                                                | Grotestraat 170                         | Sientje Meuleman |
|                                                | HIER WOHNTE TRUITJE MEULEMAN-LEEMAN GEB. 1903 ERMORDET 11.3.1943 SOBIBOR                                         | Grotestraat 170                         | Truitje Meuleman-Leeman |
|                                                | HIER WOHNTE MANUS MINCO JG. 1863 DEPORTIERT 1943 ERMORDET 16.4.1943 SOBIBOR                                      | Grotestraat 156 ·                       | Manus Minco (1863–1943) |
|                                                | HIER WOHNTE MAURITS MINCO JG. 1895 VERHAFTET 6.10.1944 ERMORDET 7.10.1944 OOTMARSUM                              | Grotestraat 156 ·                       | Maurits Minco (1895–1944) |
|                                                | HIER WOHNTE NICO MINCO JG. 1927 VERHAFTET 6.10.1944 ERMORDET 7.10.1944 OOTMARSUM                                 | Grotestraat 156 ·                       | Nico Minco (1927–1944) |
|                                                | HIER WOHNTE SALOMON ELIAS MINCO JG. 1926 VERHAFTET 6.10.1944 ERMORDET 7.10.1944 OOTMARSUM                        | Grotestraat 156 ·                       | Salomon Elias Minco (1926–1944) |
|                                                | HIER WOHNTE SIMON NATHAN MINCO JG. 1926 VERHAFTET 6.10.1944 ERMORDET 7.10.1944 OOTMARSUM                         | Grotestraat 156 ·                       | Simon Nathan Minco (1926–1944) |
|                                                | HIER WOHNTE SOPHIA MINCO-NATHANS JG. 1863 VERHAFTET 6.10.1944 ERMORDET 7.10.1944 WESTEUROPA                      | Grotestraat 156 ·                       | Sophia Minco-Nathans (1891–1944) |
|                                                | HIER WOHNTE ALBERT ISRAEL MOSLER GEB. 1870 ERMORDET 25.4.1943 VUGHT                                              | Westerstraat 4                          | Albert Israel Mosler |
|                                                | HIER WOHNTE SARA HERMINA MOSLER-BÖHM GEB. 1879 DEPORTIERT 1943 ERMORDET 23.7.1943 SOBIBOR                        | Westerstraat 4                          | Sara Hermina Mosler-Böhm |
| Stolperstein für Benjamin Northeimer           | HIER WOHNTE BENJAMIN NORTHEIMER JG. 1884 DEPORTIERT 1942 AUS WESTERBORK ERMORDET 15.10.1942 AUSCHWITZ            | Boompjes 14 ·                           | Benjamin Northeimer |
| Stolperstein für Kaatje Northeimer-Frankenhuis | HIER WOHNTE KAATJE NORTHEIMER- FRANKENHUIS JG. 1885 DEPORTIERT 1942 AUS WESTERBORK ERMORDET 15.10.1942 AUSCHWITZ | Boompjes 14 ·                           | Kaatje Northeimer-Frankenhuis |
|                                                | HIER WOHNTE ARNOLD SALOMONS JG. 1883 DEPORTIERT 1942 AUS WESTERBORK ERMORDET 18.10.1944 AUSCHWITZ                | Molenstraat 14                          | Arnold Salomons |
|                                                | HIER WOHNTE BETTY SCHAAP JG. 1926 DEPORTIERT 1942 ERMORDET 27.11.1942 AUSCHWITZ                                  | Kerkstraat 3                            | Betty Schaap |
|                                                | HIER WOHNTE HEIMEN SCHAAP JG. 1910 ERMORDET 1.5.1943 AUSCHWITZ                                                   | Willem de Clercqstraat 15               | Heimen Schaap (1910–1943) |
|                                                | HIER WOHNTE JOZEF SCHAAP JG. 1880 DEPORTIERT 1942 ERMORDET 27.11.1942 AUSCHWITZ                                  | Kerkstraat 3                            | Jozef Schaap |
|                                                | HIER WOHNTE RACHEL SCHAAP JG. 1889 DEPORTIERT 1942 ERMORDET 27.11.1942 AUSCHWITZ                                 | Kerkstraat 3                            | Rachel Schaap |
|                                                | HIER WOHNTE ROSETTE GEERTRUIDA SCHAAP-KEIZER JG. 1890 DEPORTIERT 1942 ERMORDET 27.11.1942 AUSCHWITZ              | Kerkstraat 3                            | Rosette Geertruida Schaap-Keizer |
|                                                | HIER WOHNTE CLARA SCHAAP-POLAK JG. 1916 ERMORDET 15.4.1943 AUSCHWITZ                                             | Willem de Clercqstraat 15               | Clara Schaap-Polak (1916–1943) |
|                                                | | R.J. Schimmelpenninckstraat 22 ·        | Betty Simon-Fuld |
|                                                | | R.J. Schimmelpenninckstraat 22 ·        | Hans Simon |
|                                                | | R.J. Schimmelpenninckstraat 22 ·        | Walter Simon |
|                                                | HIER WOHNTE ALBERT SOLLINGER JG. 1886 DEPORTIERT 1943 AUS WESTERBORK ERMORDET 19.2.1943 AUSCHWITZ                | Parkweg 53 ·                            | Albert Sollinger |
|                                                | HIER WOHNTE HEINZ JOSEPH SOLLINGER JG. 1926 DEPORTIERT 1943 AUS WESTERBORK ERMORDET 19.2.1943 AUSCHWITZ          | Parkweg 53 ·                            | Heinz Joseph Sollinger |
|                                                | HIER WOHNTE RUTH EMILIE SOLLINGER JG. 1921 DEPORTIERT 1943 AUS WESTERBORK ERMORDET 19.2.1943 AUSCHWITZ           | Parkweg 53 ·                            | Ruth Emilie Sollinger |
|                                                | HIER WOHNTE TONY KAUFMANN- SOLLINGER JG. 1894 DEPORTIERT 1943 AUS WESTERBORK ERMORDET 19.2.1943 AUSCHWITZ        | Parkweg 53 ·                            | Tony Kaufmann Sollinger |
| Stolperstein für Sophia Marlena Spanjer-Berg   | HIER WOHNTE SOPHIA MARLENA SPANJER-BERG JG. 1912 DEPORTIERT 1943 AUS WESTERBORK ERMORDET 3.9.1943 SOBIBOR        | Grotestraat 5 ·                         | Sophia Marlena Spanjer-Berg |
|                                                | HIER WOHNTE JOSEPH SWELHEIM JG. 1901 DEPORTIERT 1943 AUS WESTERBORK ERMORDET 16.7.1943 SOBIBOR                   | Ootmarsumsestraat 71 ·                  | Joseph Swelheim (1901–1943) |
|                                                | HIER WOHNTE KLAAS TABAK JG. 1892 ERMORDET 3.4.1942 SACHSENHAUSEN                                                 | Rietstraat 17                           | Klaas Tabak (1892–1942) |
|                                                | HIER WOHNTE MAURITS WILLEM THEMANS JG. 1917 ERMORDET 18.10.1941 MAUTHAUSEN                                       | Adastraat 20                            | Maurits Willem Themans (1917–1941) |
|                                                | HIER WOHNTE REBECCA THEMANS- LEIJDESDORFF JG. 1879 DEPORTIERT 1943 ERMORDET 24.11.1943 AUSCHWITZ                 | Adastraat 20                            | Rebecca Themans-Leijdesdorff (1879–1943) |
|                                                | | Prins Hendrikstraat 23 ·                | Else de Vries-Sternheim |
|                                                | | Prins Hendrikstraat 23 ·                | Jeanette de Vries |
|                                                | | Prins Hendrikstraat 23 ·                | Meijer de Vries |
|                                                | | Prins Hendrikstraat 23 ·                | Paula Jacoba de Vries |
|                                                | | Rohofstraat 25 ·                        | Amalia Wiener-Frankenhuis |
|                                                | | Aastraat 26 ·                           | Julius Israel de Witte |
|                                                | | Aastraat 26 ·                           | Sophie Sara de Witte-Dublon |
|                                                | HIER WOHNTE JOHANNES H. WOLF JG. 1894 ERMORDET 15.12.1944 NEUENGAMME                                             | Wondestraat 39 ·                        | Johannes H. Wolf |

## Verlegedaten
- 2. Mai 2009: Ootmarsumsestraat 69 (zwei Stolpersteine)
- 2. November 2014: Boompjes 14, Grotestraat 5, Oranjestraat 6 (acht Stolpersteine)[29]
- 12. April 2015: Parkweg 53 (vier Stolpersteine)
- 8. November 2020: Lindestraat 41, Olmstraat 4, Rohofstraat 64, Adastraat 39 (sieben Stolpersteine)